# Aero A-24
De Aero A-24 (ook wel bekend als A.24) is een Tsjechoslowaakse dubbeldekker-bommenwerper gebouwd door Aero in 1924. De onderworpen testen toonden aan dat de A-24 te weinig motorvermogen had om succesvol te kunnen zijn als militair vliegtuig. Er slechts één prototype is er gebouwd.

## Specificaties
- Bemanning: 3 à 4
- Lengte: 13,70 m
- Spanwijdte: 22,20 m
- Vleugeloppervlak: 106 m2
- Leeggewicht: 2 960 kg
- Maximum start gewicht: 4 511 kg
- Motoren: 2× Maybach Mb IV, 179 kW (240 pk) elk
- Maximumsnelheid: 155 km/h
- Vliegbereik: 600 km
- Plafond: 3 600 m
- Klimsnelheid: 81 m/min
- Bommenlast: tot 1 000 kg